# Mycogone
Genre
Synonymes
- Coccosporella P. Karst., 1893
- Mycobanche Pers., 1818

Mycogone, est un genre de champignons (Fungi) ascomycètes de la famille des Hypocreaceae. Ses espèces sont des mycoparasites qui provoquent des maladies sur les champignons. Son espèce-type, Mycogone rosea, provoque la maladie de la môle notamment sur les cultures de champignons de Paris (Agaricus bisporus) et les Amanites. 
Les hyphes de ce genre sont très ramifiés et sont composés de conidiophores courts et latéraux portant des conidies inégalement bicellulaires, la cellule supérieure étant plus grande et couverte d'épines.
Les Mycogones sont les formes anamorphes des Hypomyces, ces derniers étant les formes téléomorphes.

## Ensemble des espèces
Selon Index Fungorum, voici la liste des espèces du genre Mycogone :
- Mycogone calospora
- Mycogone echinulata
- Mycogone jaapii
- Mycogone lindaviana
- Mycogone novae-zelandiae
- Mycogone psilocybina
- Mycogone rosea
- Mycogone rufa
- Mycogone simplex
- Mycogone sporotrichi
- Mycogone tulipae
- Mycogone ulmariae

Mycogone
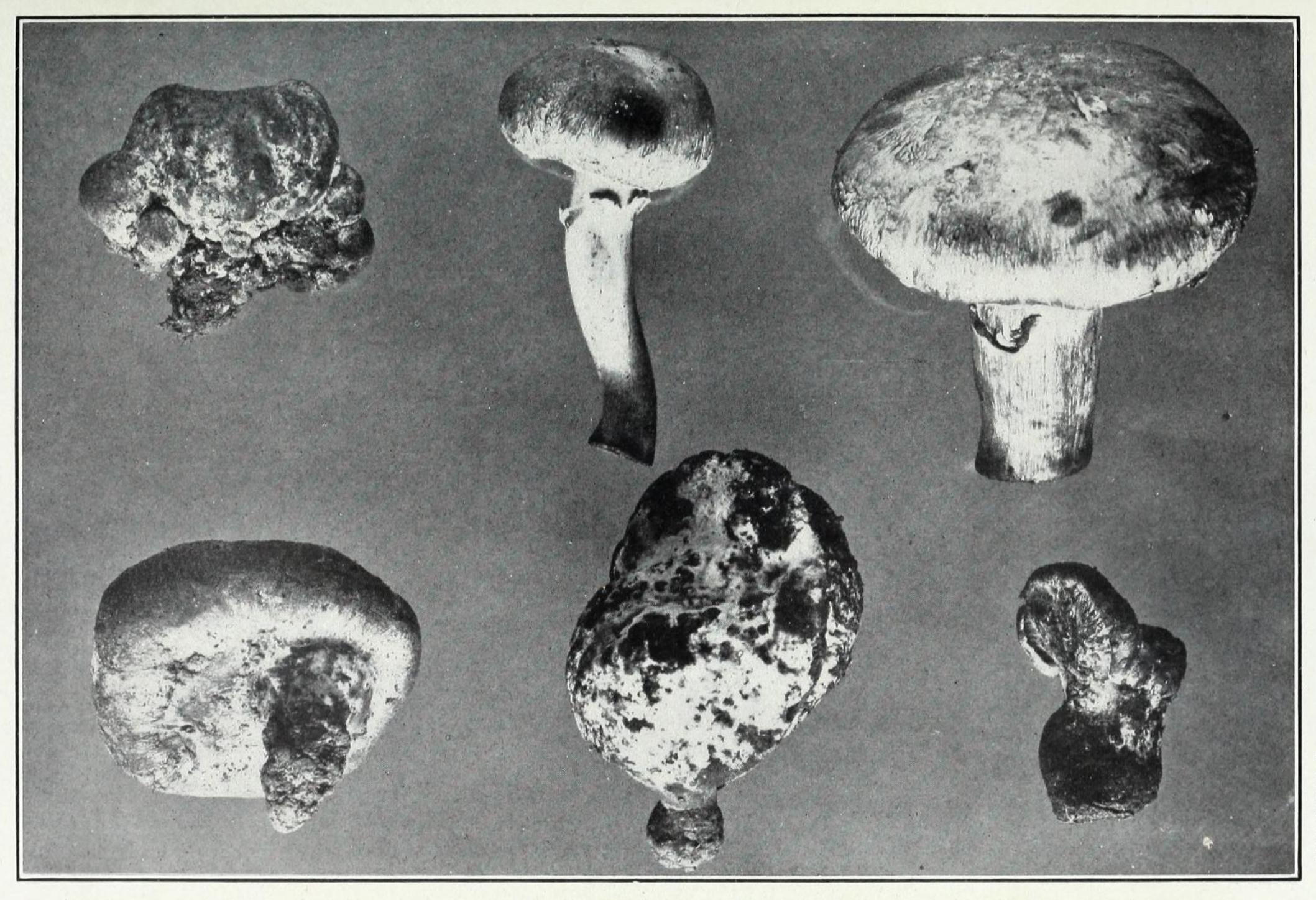
Impacts parasitaires de Mycogones comparé à deux champignons sains (les deux du haut en partant de la gauche).
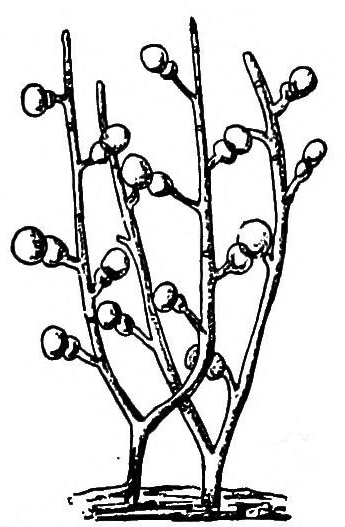
Conidiophores portant les conidies.
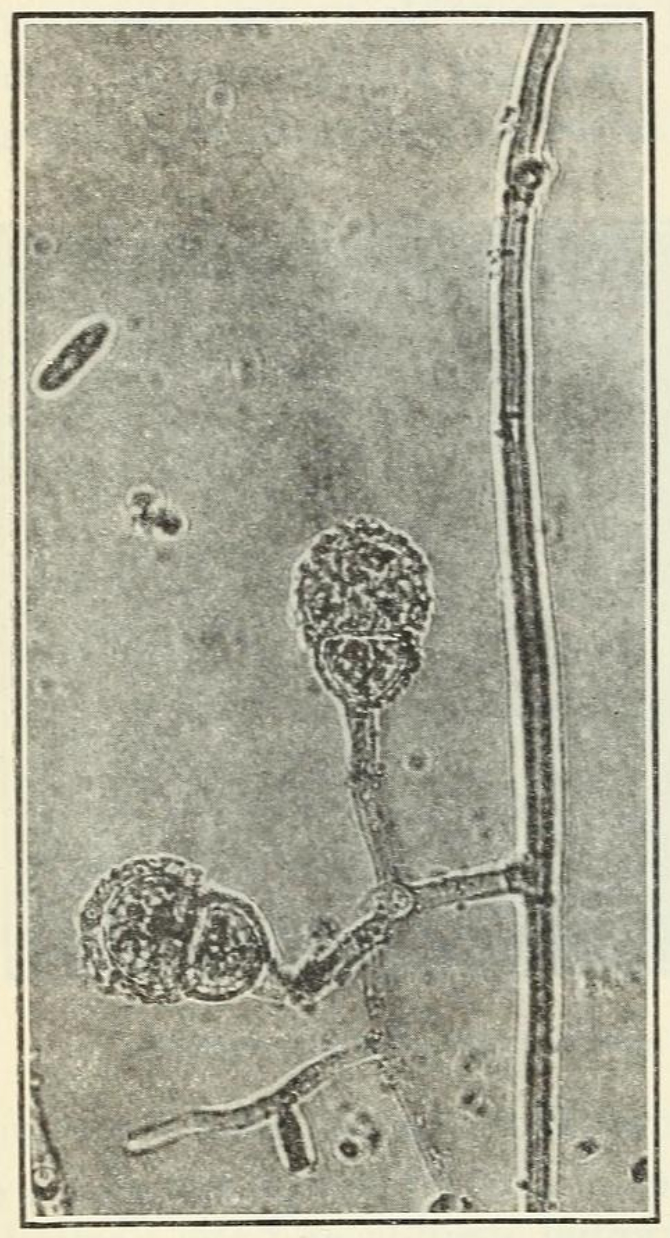
Conidies bicellulaires.